# Sušćepan
Sušćepan (cyr. Сушћепан) – wieś w Czarnogórze, w gminie Herceg Novi. W 2011 roku liczyła 543 mieszkańców.